# پای‌چراغ
پای‌چراغ، یکی از کوچه‌ها و محله‌های قدیمی تبریز در ششگلان است.

## وجه تسمیه
گفته می‌شود، در گذشته مأموران گشت شبانه، مأموران امنیت کوچه‌ها و تعدادی از پاسبانان محله اعیان‌نشین ششگلان، از اول شب که هوا تاریک می‌شد، تا دمیدن خورشید، در این محله کشیک می‌دادند و همیشه، همراه خود نوعی فانوس و چراغ پرنور داشتند که دولت وقت از روسیه وارد کرده بود. این شب‌گردان محله، در هنگام عصر و نزدیکی‌های غروب، چراغ‌ها و فانوس‌ها را از مکانی یا اداره پلیسی تحویل گرفته، پس از انجام مأموریت شبانه، نزدیکی‌های صبح، وقتی کشیک شبانه آن‌ها تمام می‌شد، دوباره چراغ‌ها را به همان مکان تحویل می‌دادند؛ بنابراین پایگاه نگهداری چراغ‌ها و فانوس‌ها در محله ششگلان را پای چراغ می‌گفتند و تا امروز هم به این نام مشهور است. این برنامه مربوط به دوره حکومت ناصرالدین شاه قاجار و تا اوایل حکومت پهلوی بوده‌است. تمام این قبیل چراغ‌ها و فانوس‌ها و تمام لوازم روشنایی و آشپزخانه از روسیه وارد ایران شده بود.
از طرفی به اعتقاد بعضی از سالخوردگان و قدیمی‌های شهر در محله ششگلان در زمان ولیعهدی مظفرالدین میرزا چندین کاخ و خانهٔ امیرنظام و شاهزادگان در این محله قرار داشت که برای اولین بار، چراغ برق یا چراغ گاز در تبریز و در این محله به کار افتاد که نخستین بار در همین کوی پای چراغ، اولین چراغ روشنایی نصب و مورد استفاده قرار گرفت و چون این امر برای مردم تازگی داشت؛ مردم سایر محلات که تا آن روزگار هرگز نور و روشنایی برق را ندیده بودند، هنگام عصر تا نیمه‌های شب برای تماشا و تفریح در کوی پای چراغ ششگلان جمع می‌شدند. به همین خاطر نام پای چراغ به این گذر و کوی محله ششگلان نهاده شد.

## کارخانه برق
در رابطه با به کار افتادن اولین کارگاه چراغ برق و تلفن در تبریز «صمد سرداری‌نیا» در کتابی به نام «مشاهیر آذربایجان» می‌نویسد: «... قاسم خان امیر تومان معروف به والی، نخستین رئیس بلدیه (شهرداری) تبریز دارای شایستگی و توانایی مدیریت بود. قاسم خان والی که در سال ۱۲۵۴ شمسی در تبریز پا به عرصه وجود گذاشت. وی تحصیلاتش را در مدرسه (سن سیر) پاریس به پایان رسانیده بود. شخصی آگاه و دلسوز برای زادگاهش تبریز بود. چنانچه وی در دوران پیش از مشروطیت، برای نخستین بار در تبریز مرکز تلفن تأسیس کرده و کارخانه برق احداث نمود. نصرت‌الله فتحی می‌نویسد قاسم خان معروف به والی، اولین کسی بود که قبل از آغاز مشروطه به تبریز چراغ برق آورده و در حوالی مغازه‌های مجیدالملک نصب کرده بود.»
مغازه‌های مجیدالملک که در ابتدای محلهٔ ششگلان و جنب درب باغمیشه قرار داشت، یکی از نقاط مهم و مورد علاقه و گردشگاه مردم شهر و چسبیده به درب باغمیشه بود. وقتی نور برق، این کوی را هم روشن و نورانی کرد، به دستور ولیعهد محلهٔ ششگلان از درب باغمیشه و مغازه‌های مجیدالملک تا انتهای محله ششگلان چراغانی شد که در سال ۱۳۷۵ به دستور شهرداری وقت، تخریب گردید و به جای آن مسجد امیرالمؤمنین احداث شد.